# 阿莱什·基西
阿莱什·基西（捷克語：Aleš Kisý，1980年9月30日—），捷克男子田径运动员。他曾代表捷克参加2004年、2008年、2012年、2016年和2020年夏季残疾人奥林匹克运动会田径比赛，其中2020年夏季残奥会获得一枚铜牌。